# 도마리정
도마리정(泊町)은 도야마현 시모니카와군에 설치되었던 정이다. 현재의 아사히정 중심부에 해당한다.